# Marek Strandberg
Marek Strandberg (ur. 25 września 1965 w Tallinnie) – estoński dziennikarz, wykładowca i polityk, z wykształcenia chemik. W latach 2007–2011 poseł do Riigikogu XI kadencji.

## Życiorys
Po ukończeniu szkoły średniej w Tallinnie kształcił się w dziedzinie chemii na Uniwersytecie Tartuskim. Pracował jako wykładowca na macierzystej uczelni (1988–1992), następnie pogłębiał swoją wiedzę na uczelniach i ośrodkach zagranicznych. Pracował w Ministerstwie Obrony Estonii. Był założycielem i publicystą gazety „Eesti Aeg” (1991–1995), następnie zaś „Rahva Hääl” (1994–1995). Współzakładał pismo „Eesti Päevaleht”. Był zamieszany w sprawę przemytu rubli radzieckich do Czeczenii. W 2006 znalazł się wśród założycieli Partii Zielonych. W następnym roku z jej ramienia został wybrany posłem do Riigikogu XI kadencji w okręgu podstołecznym. W wyborach w 2011 nie uzyskał reelekcji. Został redaktorem działu naukowego gazety „Sirp”. W 2014 odszedł z Partii Zielonych.
Żyje w związku partnerskim, ma dwóch synów i dwie córki.